# Thomas Detry
Pour les articles homonymes, voir Detry.
 (mai 2024).
Si vous disposez d'ouvrages ou d'articles de référence ou si vous connaissez des sites web de qualité traitant du thème abordé ici, merci de compléter l'article en donnant les références utiles à sa vérifiabilité et en les liant à la section « Notes et références ».
Thomas Detry, né le 13 janvier 1993 à Bruxelles,  est un golfeur belge jouant sur le tour européen depuis fin 2016. Avant de devenir professionnel, il faisait partie des dix meilleurs joueurs amateurs. Lors de sa première victoire à l'occasion du Challenge Bridgestone, il a battu le record de la victoire par la plus grande marge et égalé le record du score le plus bas en tournoi. Fin 2016, il obtient sa carte pour le Tour européen.

## Biographie
Thomas Detry naît le 13 janvier 1993 à Bruxelles. Il commence à jouer au golf à l’âge de cinq ans, mais joue également au tennis et au hockey. Il débute en tournois internationaux à l’âge de treize ans. Jusqu’en 2012 il est inscrit comme étudiant dans une école de sport-étude à Hasselt. En 2009, âgé de seize ans, il remporte le Dutch Junior Open, une compétition réservée aux golfeurs âgés de moins de 21 ans.
Il est sélectionné pour l’équipe de la Ryder Cup Junior (une version de la Ryder Cup destinée aux jeunes joueurs) en 2010 et pour l’équipe du Trophée Jacques Léglise (une compétition mettant aux prises des jeunes joueurs de l’Europe continentale contre des joueurs des Îles Britanniques) en 2010 et 2011.

## Université de l’Illinois
A l’instar de son compatriote et ami Thomas Pieters, Detry étudie le Business Management à l’université de l’Illinois de 2012 à 2016. En 2013 il est désigné nouveau de l’année et en 2015 golfeur de l’année de la Big Ten Conference. Il représente l’Europe dans la Palmer Cup en 2014 et 2015 et est nommé meilleur golfeur amateur belge en 2013 et 2015. Après avoir remporté le championnat Big Ten de 2016 il est classé parmi les dix meilleurs joueurs amateurs du monde par le World Amateur Golf Ranking.

## Carrière professionnelle

### Saison 2016
Il passe professionnel en juin 2016 et commence à jouer sur le challenge tour où il se classe sixième et deuxième à ses deux premiers tournois. Il y remporte sa première victoire au Challenge Bridgestone où il égale le record du score le plus bas (établi en 2013 par Ivo Giner à 29 sous le par)  en Challenge Tour et établit un nouveau record du plus grand écart avec le deuxième avec douze coups d’avance sur ce même Challenge Tour. Il bat également le record du parcours du Heythrop Park Resort avec son premier tour joué en soixante coups, soit douze sous le par. Il ne manque aucun cut au cours des quatorze tournois disputés sur le challenge tour au cours de cette saison et, malgré un dernier tournoi compliqué, termine à la quinzième place du classement, ce qui lui permet de gagner sa carte sur le Tour européen pour l’année 2017.
Au cours de la saison 2016 il profite également d’une invitation pour disputer l’Open de France où il se classe vingt-cinquième.

### Saison 2017
A l'occasion de son premier tournoi sur le tour européen il se classe troisième à l'Alfred Dunhill Championship qui se joue en Afrique du Sud. Le 25 juin 2017 au BMW International Open il se classe deuxième ex-aequo avec Sergio Garcia et Richard bland (en) à un coup du vainqueur Andrés Romero.

### Saison 2018
Au terme de la saison 2018 il se classe 31 de la race to Dubai et enregistre six top dix dans les tournois qu'il dispute au cours de la saison.

### Saison 2019
Le 25 novembre 2018 il entame sa saison 2019 en remportant en compagnie de Thomas Pieters la coupe du monde de golf qui se déroule à Melbourne.

### Saison 2025
En février 2025, il remporte le WM Phœnix Open et devient le premier golfeur belge à remporter un tournoi PGA.

## Palmarès

### Victoires en amateur
- 2009 : Riverwoods Junior Open
- 2010 : Belgian National Juniors
- 2011 : Grand Prix AFG, Prix du Roi, Belgium National Match Play
- 2012 : Championnat de Ligue Amateur, Grand Prix AFG
- 2013 : European Challenge Trophy, Belgian International Amateur, Wolf Run Intercollegiate
- 2014 : Sagamore Fall Preview
- 2015 : Louisiana Classics, Boilermaker Invitational
- 2016 : Big Ten Championship

### Victoires sur le Challenge Tour
| no | Date         | Tournoi               | Score                 | Avance   | Second            |
| -- | ------------ | --------------------- | --------------------- | -------- | ----------------- |
| 1. | 28 août 2016 | Challenge Bridgestone | -29 (60-67-69-63=259) | 12 coups | Thriston Lawrence |

### Résultats en grand chelem
| Tournoi          | 2016 | 2017 | 2018 | 2019 | 2020 | 2021 |
| ---------------- | ---- | ---- | ---- | ---- | ---- | ---- |
| Masters          | DNP  | DNP  | DNP  | DNP  | DNP  | DNP  |
| US Open          | DNP  | DNP  | DNP  | DNP  | T49  | CUT  |
| Open Britannique | DNP  | DNP  | DNP  | DNP  | N/A  | CUT  |
| PGA Championship | DNP  | DNP  | DNP  | DNP  | DNP  | CUT  |

DNP = N'a pas participé
CUT = A raté le Cut
"T" = Égalité
N/A = Pas organisé
Le fond vert montre les victoires et le fond jaune un top 10.